# Димитър Ангелов (писател)
Вижте пояснителната страница за други личности с името Димитър Ангелов.
Димитър Стоянов Ангелов е български учител и писател.

## Биография
Димитър Ангелов е роден на 27 септември 1904 г. в село Блатешница, Пернишко. През 1922 г. завършва Кюстендилската гимназия, а през 1925 г. специалност „философия и педагогика“ в Софийския университет.
Работи като училищен инспектор в Стара Загора (1932-1934) и Неврокоп (дн. Гоце Делчев) (1934-1935). Учител по етика, логика и психология в Смесена гимназия „Цар Борис III“ (Ловеч), Севлиево и Стара Загора (1937-1943).
По време на Втората световна война, през 1943 г., е съден по ЗЗД.
Областен училищен инспектор в Стара Загора (1944-1946), служител в радио София (1946-1947), директор на Втора софийска мъжка гимназия (1947-1949).
От 1949 г. е сценарист в Българска кинематография. Редактор на издателство „Народна култура“ и вестник „Кооперативно село“. Член на съюза на българските писатели. Автор е на фантастични книги като „Когато човекът не беше“ и „Смелият Чунг“.
Единственият му исторически роман е за периода 1941-1944 г. – „На живот и смърт“.
Член е на Съюза на българските писатели.
Умира на 27 декември 1977 г. в София.

## Признание и награди
- Лауреат на Димитровска награда (1960)
- Заслужил деятел на културата (1970)